# 우월감
우월감 (優越感, 영어: superiority complex)은 자신을 다른 존재와 분리시켜 상대 보다 더 나은 자신의 부분 또는 전부를 인식 한 형이상적 감정
우월감의 대상이 자신이 되었을때는 성장이라 한다.

## 개요
우월감은, 자신이 다른 사람보다 우수하다고 느끼는 것이나, 이것에 의해 자기 자신의 모습을 좋아하는 상태로, 자존심은 이러한 자신에 대한 호의적인 감정의 총체라고 풀어진다. 우월감은 이미 획득한 자신의 속성에 대해서 안는 감정이지만, 이른바 '노력한 결과적으로 획득한 능력'이 다른 사람보다 이기고 있다고 느끼는 경우에 대해, 그렇게 말한 체험이 노력 등의 자조 활동을 재촉하는 측면을 가진다.
반면, 아무런 노력하지 않고 획득하고 있는 속성에 관련하고, 자기보다 이기고 있는 존재의, 자기보다 뒤떨어지고 있는 부분을 찾아내, 거기에 우월감을 안는다는 '등돌리기'인 경우도 있다. 이것은 열등감에 대한 자기 방위 (방위기제)이지만, 이 경우는 단순한 자기만족에 지나지 않고 아무런 실질적인 이익은 낳지 않는다. 단지, 열등감으로부터 자기부정의 감정에 의해 자신이 다치는 스트레스를 계속 받아 정신적으로 가 버리는 것보다도, 적당히 그렇게 말한 '가스 빼기'적인 도피를 실시하는 것으로 결정적인 사태를 회피한다는 의미에서는, 유효한 수단으로 푸는 것도 가능하다.
위와 같은 것에 관해서 구체적인 예를 들면, 달리는 연습을 해 경주로 우위에 서는 상태로부터 발생한 것이 '노력에 근거하는 우월감'으로, 이제 한 편은 외가 경주가 빠른 집은 자신의 곳에 비하면 가난하다 등이라고 말하는 케이스등을 상정할 수 있다. 경주가 빠른 것은 당사자의 공훈이고 노력한 덕분이지만, 집이 유복한가 궁핍한가는 당사자의 능력에는 관계없다. 그러나 실제문제로서 이러한 우월감은 어느 쪽의 경우도 자주 여러 가지 곳에서 찾아내진다.
덧붙여 것의 우열은 가치관에 따라 여러 가지 견해가 존재한다. 위의 예를 더욱 언급하면, 경주로 빠르다고는 말해도, 경기로서의 경우는 단거리주와 지구주의 경우에서는 '빠르다'라는 의미가 꽤 달라지고, 단거리주로 아무리 빠르고도 지구주로 스타트 직후부터 단거리주의 페이스로 달려도 지구주에서 이길 수 없고 역도 또 꾸짖어, 단순하게 달리는 것이 빠르다고 해도 상황으로 결과가 다르다. 또, 집이 유복하다던가 궁핍하다든가로 해도, 고층 맨션 거주지와 변두리의 집마련 거주지에서는 부동산 가치라는 의미에 대해 분양 맨션은 유복하다고는 말할 수 없는 한편, 근대화된 주택이라는 의미에 대해 변두리의 집마련은 설비가 낡고 불편한 일도 있는 등 역시 단순 비교는 할 수 없다. 이 때문에 우월감도 실질적으로 가치관을 달리하면 나머지 의미를 가질 수 없는 속성에 대해서 이기고 있다고 인식하고 있는 것에 지나지 않는 경우도 찾아내진다.
이러한 가치관에 의한 우월감은, 예를 들면 성차 (성별의 차이)에 의한 우월감 등이 현저하고, 남성이 존중되고 있는 장소에서는 남성이 우월감을 가지겠지만, 여성이 존중되고 있는 장소에서는 여성이 우월감을 가질 수 있는 정도에 지나지 않는다. 실제의 사회에서는 때때로 이러한 가치관의 역전이 일어나기 때문에, 우월감에 관해서도 간단하게 뒤집어지는 경우도 존재한다.

## 우월성과 다른 현상
우월성에 관해서는, 자주 자신이 남보다 이기고 있다고 주장하는 군중 내지 단체도 존재한다. 단지, 이러한 현상에 관해서는 역사상에서 부정적으로 되지 않을 수 없는 듯한 경우도 있어, 이른바 선민사상과 같은 것이 있어, 타민족을 깎아 내리는 것으로 상대적으로 자민족을 들어 올리는 사례도 산견된다.
그러나 이러한 민족으로서의 우월감에 관해서는, 자민족의 결속을 높이는 기능을 가지는 경향이 있는 것도 부정할 수 없다. 결과는 어떻게 저것 역사를 거슬러 올라가면, 여러 가지 측면에서 자민족의 자존심을 우월감에 달려 있어나 늘어나는 것으로 정강을 발휘한 민족도 많다. 20세기 초두 시점에서의 근대사에서는 나치스 독일의 예도 있지만, 일본도 메이지 시대에 러일 전쟁에서 러시아의 바르틱크 함대를 격퇴하게 한 고로 '해군력으로 대국 러시아에 우수한다'라는 우월감을 안은 것으로부터, 국제사회로의 지위를 얻는데에 강경한 자세로 응했고, 제2차 세계대전 후는 기술력과 경제력으로 미국 자동차 업계도 석권해, 아시아 안에서도 기술·경제에 뛰어난다는 우월감을 찾아낼 수 있다.
단지, 이러한 우월감에 의해서 만족해 버려, 그 이상을 바라지 않으면, 후발에 간단하게 앞질러지는 경우도 역시 역사상에 산견되어 이것에 의해서 몰락의 쓰라림을 본 예도 또, 많다.

## 같이 보기
- 콤플렉스 (심리학)
- 더닝-크루거 효과
- 신 콤플렉스
- 오만 (자기애)
- 가면현상
- 열등감
- 나르시시즘
- 자기애적 인격장애
- 백인 우월주의

1. ↑  출처 없음. “우월감의 방향은 자신에게로”. 《대한민국 위키백과》.